# فريدون ميرزا
فريدون ميرزا (بالفارسية: فریدون میرزا) (توفي: 1854) هو شاعر وحاكم وأمير قاجاري، تولى حكم تبريز في الفترة من سنة 1833 إلى 1834 وحكم فارس من 1836 حتى سنة 1840 ثم في خراسان من سنة 1851 إلى 1856 في الدولة القاجارية.